# Michael Curtiz
Michael Curtiz (* 24. Dezember 1886 in Budapest, Österreich-Ungarn, als Manó Kaminer, seit 1905 Mihály Kertész; † 11. April 1962 in Hollywood, Los Angeles, Kalifornien, USA) war ein US-amerikanischer Filmregisseur ungarischer Herkunft. Während seiner über 50-jährigen Karriere inszenierte er mehr als 160 Filme. Zunächst arbeitete er in Ungarn und inszenierte in Österreich 19 Spielfilme für die dortige Stummfilmproduktionsfirma Sascha Filmindustrie, ehe er Mitte der 1920er Jahre nach Hollywood ging. Für Casablanca, seinen heute bekanntesten Film, wurde Curtiz bei der Oscarverleihung 1944 mit dem Oscar als bester Regisseur ausgezeichnet. Robin Hood – König der Vagabunden, Engel mit schmutzigen Gesichtern, Solange ein Herz schlägt und Weiße Weihnachten zeigten, dass Curtiz in zahlreichen Filmgenres Erfolge feiern konnte.

## Leben

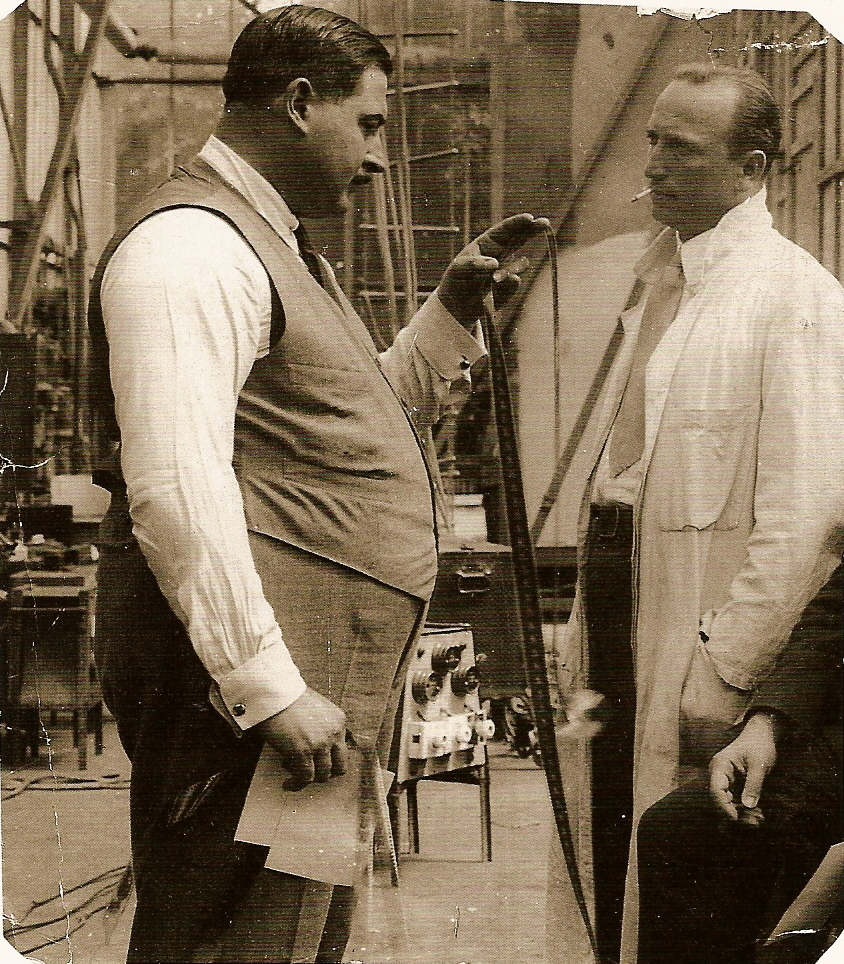
Kertesz (rechts) mit Sascha Kolowrat-Krakowsky (1916)

Unter seinem Geburtsnamen begann er nach einem Kunststudium an der Königlich Ungarischen Akademie der Künste 1912 eine Karriere als Schauspieler und Regisseur. Zuvor ging Curtiz nach Schweden, wo er Regisseuren wie Victor Sjöström und Mauritz Stiller assistierte, da zu jener Zeit skandinavische und französische Filme in den europäischen Kinos dominierten. In Schweden wirkte er auch als Darsteller in August Bloms Literaturadaption von Hauptmanns Atlantis unter dem Namen Mihály Kertész mit. Anschließend ging er in seine Heimat zurück, wo er bald Chefregisseur der führenden ungarischen Filmproduktionsgesellschaft, Phoenix, wurde. Für die Phoenix inszenierte er bis 1918/1919 diverse Filme, als er mit der Machtergreifung von Béla Kun, der in Ungarn eine kurzlebige Diktatur errichtete, mit anderen ungarischen Filmschaffenden nach Wien in die Emigration flüchtete. Dort setzte er seine Arbeit bei Sascha Kolowrat-Krakowskys Sascha Filmindustrie unter dem Namen Michael Kertesz fort, wo er unter anderem einige Monumentalfilme inszenierte. Mit Sodom und Gomorrha und Die Sklavenkönigin verwirklichte er einige der größten und teuersten je in Österreich hergestellten Filmproduktionen. Er stand hierbei in direkter Konkurrenz zu seinem Landsmann Alexander Korda, der zur selben Zeit für die Konkurrenzgesellschaft Vita-Film ebenfalls Monumentalfilme inszenierte.
Curtiz war Vorstandsmitglied des österreichischen Filmbunds, einer Interessenvertretung der österreichischen Filmschaffenden. Er arbeitete in den 1920er Jahren in Berlin und Paris, als er von Harry Warner 1926 in die Vereinigten Staaten gerufen wurde, wo er einen gut dotierten Vertrag bei der Filmgesellschaft Warner Brothers erhielt. Mit der Auswanderung änderte er auch seinen Nachnamen. Freundschaftlich verbunden mit dem Co-Gründer Harry Warner, mit dem ihn die Liebe zum Polo und zur Pferdezucht verband, blieb er für die nächsten 26 Jahre bei Warners und wurde zum profiliertesten Regisseur des Studios. Seine über 100 Filme waren teilweise Routineproduktionen, doch in den meisten Werken konnte Curtiz seine technische Meisterschaft demonstrieren, auch aus abgedroschenen Drehbüchern noch interessante Szenen zu konstruieren. Besonders in den 1930er und 1940er Jahren stieg Curtiz sozusagen zum Hausregisseur auf und war stilbildend in vieler Hinsicht. Seine Filme mit Errol Flynn, angefangen mit Unter Piratenflagge, für dessen Hauptrolle zunächst Robert Donat vorgesehen war, und insbesondere Der Verrat des Surat Khan, der eine heroische Episode aus dem Krimkrieg schildert, machten aus Flynn den größten männlichen Star des Studios. Abenteuerfilme wie Robin Hood – König der Vagabunden aus dem Jahr 1938, der perfekt Technicolor und Massenszenen zu effektiven Szenen verband, und Der Herr der sieben Meere aus dem Jahr 1940 wurden zu Klassikern des Genres. Später zerbrach die erfolgreiche Zusammenarbeit an den Streitigkeiten zwischen Errol Flynn und dem autoritären Curtiz.
Curtiz verhalf einigen Schauspielern zu exzellenten Rollen. James Cagney gewann für Yankee Doodle Dandy, die Filmbiografie des Komponisten und Entertainers George M. Cohan, auf der Oscarverleihung 1943 den Oscar als bester Hauptdarsteller, während Joan Crawford auf der Oscarverleihung 1946 den Oscar als beste Hauptdarstellerin für ihre Leistung in Solange ein Herz schlägt erhielt. Crawford und Curtiz arbeiteten 1949 erneut bei Die Straße der Erfolgreichen zusammen. Kay Francis spielte in The Keyhole, Mandalay, British Agent und Stolen Holiday unter der Regie von Curtiz. John Garfield wurde von Curtiz entdeckt und mit Vater dirigiert 1938 zum Star. Ebenso war Michael Curtiz verantwortlich für den Aufstieg von Doris Day, die er 1948 durch Zaubernächte in Rio führte. Auch mit Bette Davis drehte er eine Reihe von erfolgreichen Filmen, darunter Günstling einer Königin über Elisabeth I., der in aufwändigem Technicolor eine mehr oder weniger erfundene Liebesgeschichte der Monarchin schildert. Sein bekanntester Film ist Casablanca, der auf der Oscarverleihung 1944 als Bester Film ausgezeichnet wurde und aus Ingrid Bergman einen Star machte. Seit dem Film Doctor X von 1932 arbeitete er regelmäßig mit dem Filmeditor George Amy zusammen. Ihre letzte gemeinsame Produktion war der Familienfilm Unser Leben mit Vater aus dem Jahr 1947.
Nachdem Curtiz 1953 Warner Brothers verlassen hatte, waren seine Filme von wechselnder Qualität und er beendete seine Karriere mit finanziell häufig wenig erfolgreichen Filmen. Zu den Ausnahmen gehörten Weiße Weihnachten mit Bing Crosby, Danny Kaye und Rosemary Clooney in den Hauptrollen, der kommerziell erfolgreichste Film des Jahres 1954 in den USA, sowie Mein Leben ist der Rhythmus von 1958 mit Elvis Presley in einer seiner wenigen dramatischen Rollen. Ein weiterer beliebter Film von Curtiz aus den 1950er Jahren ist die Krimikomödie Wir sind keine Engel mit Humphrey Bogart und Peter Ustinov als aus einem Gefängnis entflohenen Gangstern. Seine letzte Inszenierung war der Western Die Comancheros mit John Wayne in der Hauptrolle; zum Zeitpunkt der Dreharbeiten war Curtiz bereits von seiner Krebserkrankung gezeichnet, sodass Wayne zeitweise als Regisseur einspringen musste.
Ein halbes Jahr nach der Premiere von Die Comancheros starb Michael Curtiz im Alter von 75 Jahren an seiner Krebserkrankung. Er hatte aus der Ehe mit der Schauspielerin Lucy Doraine die Tochter Kitty Curtiz-Eberson (* 25. November 1915; † 31. Dezember 2006). In zweiter Ehe war er von 1929 bis zu seinem Tod mit der Drehbuchautorin und Schauspielerin Bess Meredyth verheiratet, die ihn offenbar privat auch immer wieder bei seinen Filmen beriet.

## Stil und Merkmale
In seiner langen Karriere war Curtiz in nahezu jedem Genre aktiv. Während seiner Zeit bei Warner Brothers bekam er im Laufe der Jahre zunehmend mehr künstlerische Freiheiten zugestanden als andere Vertragsregisseure des Studios. Curtiz war ein ausgeprägter Despot, der auf seinen Sets mit eiserner Hand und Disziplin Regie führte. Sein endloser und meist vergeblicher Kampf mit der englischen Sprache schlug sich in vielen Anekdoten nieder. Die bekannteste ist wohl die, nach der er während der Dreharbeiten zu Der Verrat des Surat Khan rief:
Bring on the empty horses!
Er meinte damit: „Bringt die Pferde ohne Reiter!“ David Niven wählte diesen Satz als Titel für seine Autobiografie.

## Filmografie (Auswahl)
- 1912: Ma és holnap
- 1913: Atlantis
- 1913: Az utolsó bohém
- 1914: Az aranyásó
- 1915: Akit ketten szeretnek
- 1916: Farkas
- 1916: Doktor úr
- 1917: Zoárd mester
- 1917: A vörös Sámson
- 1917: Tatárjárás
- 1917: A kuruzsló
- 1918: A víg özvegy
- 1918: Az ördög
- 1918: Lulu
- 1918: Júdás
- 1918: Alraune
- 1918: Die gefahrvolle Wette (99)
- 1918: Die Dame mit den Sonnenblumen (A napraforgós hölgy)
- 1919: Liliom
- 1919: Die Dame mit dem schwarzen Handschuh
- 1919: Boccaccios Liebesnächte
- 1920: Die Sterne von Damaskus[6]
- 1920: Die Gottesgeißel
- 1920: Die Dame mit den Sonnenblumen
- 1921: Mrs. Tutti Frutti
- 1921: Cherchez la femme (in Dtld.: Herzogin Satanella)
- 1921: Frau Dorothys Bekenntnis
- 1921: Wege des Schreckens
- 1921: Drakula halála (nur Drehbuch – ungesichert)
- 1922: Sodom und Gomorrha
- 1923: Der junge Medardus
- 1923: Die Lawine
- 1923: Namenlos
- 1924: Harun al Raschid
- 1924: Die Sklavenkönigin
- 1924: Ein Spiel ums Leben
- 1925: Das Spielzeug von Paris
- 1926: Fiaker Nr. 13
- 1926: Der goldene Schmetterling
- 1926: Sensation im Zirkus (The Third Degree)
- 1927: A Million Bid
- 1927: Weib in der Wüste (The Desired Woman)
- 1928: Die Bankräuber von New York (Tenderloin)
- 1929: Die Arche Noah (Noah’s Ark)
- 1929: Hearts in Exile
- 1930: Mammy
- 1930: The Matrimonial Bed
- 1930: Bright Lights
- 1930: River’s End
- 1931: Dämon des Meeres
- 1931: The Mad Genius
- 1931: The Woman from Monte Carlo
- 1932: Der geheimnisvolle Dr. X (Doctor X)
- 1932: Die Hütte im Baumwollfeld (The Cabin in the Cotton)
- 1932: 20.000 Jahre in Sing Sing (20,000 Years in Sing Sing)
- 1933: Das Geheimnis des Wachsfigurenkabinetts (Mystery of the Wax Museum)
- 1933: The Keyhole
- 1933: Der Detektiv und die Spielerin (Private Detective 62)
- 1933: The Kennel Murder Case
- 1933: Der Boß ist eine schöne Frau (Female)
- 1934: Mandalay
- 1934: Ein feiner Herr (Jimmy the Gent)
- 1934: British Agent
- 1935: In blinder Wut (Black Fury)
- 1935: Die Frau auf Seite 1 (Front Page Woman)
- 1935: The Case of the Curious Bride
- 1935: Unter Piratenflagge (Captain Blood)
- 1936: Die Rache des Toten (The Walking Dead)
- 1936: Der Verrat des Surat Khan (The Charge of the Light Brigade)
- 1937: Stolen Holiday
- 1937: Kid Galahad – Mit harten Fäusten (Kid Galahad)
- 1937: Ein Kerl zum Verlieben (The Perfect Specimen)
- 1938: Goldene Erde Kalifornien (Gold Is Where You Find It)
- 1938: Robin Hood – König der Vagabunden (The Adventures of Robin Hood)
- 1938: Liebe zu viert (Four’s a Crowd)
- 1938: Vater dirigiert (Four Daughters)
- 1938: Chicago – Engel mit schmutzigen Gesichtern (Angels with Dirty Faces)
- 1939: Herr des wilden Westens (Dodge City)
- 1939: Sons of Liberty (Kurzfilm)
- 1939: Günstling einer Königin (The Private Lives of Elizabeth and Essex)
- 1940: Goldschmuggel nach Virginia (Virginia City)
- 1940: Der Herr der sieben Meere (The Sea Hawk)
- 1940: Land der Gottlosen (Santa Fe Trail)
- 1941: Der Seewolf (The Sea Wolf)
- 1941: Dive Bomber
- 1942: Helden der Lüfte (Captains of the Clouds)
- 1942: Yankee Doodle Dandy
- 1942: Casablanca
- 1943: Botschafter in Moskau (Mission to Moscow)
- 1943: This Is the Army
- 1944: Fahrkarte nach Marseille (Passage to Marseille)
- 1944: Janie
- 1945: Eine Frau mit Unternehmungsgeist (Roughly Speaking)
- 1945: Solange ein Herz schlägt (Mildred Pierce)
- 1946: Tag und Nacht denk’ ich an Dich (Night and Day)
- 1947: Unser Leben mit Vater (Life with Father)
- 1947: Der Unverdächtige (The Unsuspected)
- 1948: Zaubernächte in Rio (Romance on the High Seas)
- 1949: Mein Traum bist Du (My Dream Is Yours)
- 1949: Die Straße der Erfolgreichen (Flamingo Road)
- 1949: Glück in Seenot (The Lady Takes a Sailor)
- 1949: Ein tolles Gefühl (It’s a Great Feeling) Cameo
- 1950: Der Mann ihrer Träume (Young Man with a Horn)
- 1950: Zwischen zwei Frauen (Bright Leaf)
- 1950: Menschenschmuggel (The Breaking Point)
- 1951: Keinen Groschen für die Ewigkeit (Force of Arms)
- 1951: Jim Thorpe – All American
- 1951: In all meinen Träumen bist Du (I’ll See You in My Dreams)
- 1952: The Story of Will Rogers
- 1952: Jazz Singer (The Jazz Singer)
- 1953: Ärger auf der ganzen Linie (Trouble Along the Way)
- 1954: Sinuhe der Ägypter (The Egyptian)
- 1954: Weiße Weihnachten (White Christmas)
- 1955: Wir sind keine Engel (We’re No Angels)
- 1956: König der Vagabunden (The Vagabond King)
- 1956: Fanfaren der Freude (The Best Things in Life Are Free)
- 1957: Ein Leben im Rausch (The Helen Morgan Story)
- 1958: Der stolze Rebell (The Proud Rebel)
- 1958: Mein Leben ist der Rhythmus (King Creole)
- 1959: Der Henker (The Hangman)
- 1959: Das tödliche Netz (The Man in the Net)
- 1960: Prinzessin Olympia (Olimpia)
- 1960: Abenteuer am Mississippi (The Adventures of Huckleberry Finn)
- 1961: Franz von Assisi (Francis of Assisi)
- 1961: Die Comancheros (The Comancheros)

## Auszeichnungen
- Oscarverleihung 1936: Nominierung Oscar/Beste Regie – Unter Piratenflagge
- Oscarverleihung 1939: Nominierungen  Beste Regie – Vater dirigiert und Chicago – Engel mit schmutzigen Gesichtern
- Oscarverleihung 1943: Nominierung Beste Regie – Yankee Doodle Dandy
- Oscarverleihung 1944: Oscar für die Beste Regie – Casablanca

Curtiz führte darüber hinaus Regie bei Sons of Liberty, der auf der Oscarverleihung 1940 mit dem Oscar/Bester Kurzfilm ausgezeichnet wurde.